# Григорашенко, Леонид Павлович
Леони́д Па́влович Григора́шенко (21 октября 1924, станица Бирзула, ныне Подольск, Одесская область, Украина — 13 января 1995, Кишинёв) — молдавский советский график и живописец, заслуженный деятель искусств Молдавской ССР (1960), народный художник Молдавской ССР (1963), член-корреспондент Академии художеств СССР (1958).

## Биография
Григорашенко учился в студии живописи и рисунка под руководством А. Фойницкого в Тирасполе (1932—1937), в Кишинёвском художественном училище у А. И. Больера. Член Союза художников с 1945 года. Участник художественных выставок с 1947 года. Председатель СХ МССР (1951—1958, 1961—1965). Работал в жанре исторической картины, станковой и книжной графики. Продолжатель традиций реалистического искусства. Член-корреспондент Академии художеств СССР с 1958 года. Член КПСС с 1962 года. Заслуженный деятель искусств МССР (1960), Народный художник МССР (1963), Лауреат Государственной премии МССР (1967); Почётный гражданин Кишинёва (1984). Награждён орденами Ленина (1960), Трудового Красного Знамени (1971), Дружбы народов (1984), «Знак Почёта» (1949), Кирилла и Мефодия I степени. Депутат Верховного Совета МССР (1987).
Автор акварельных серий «Котовский» (1950), «Вековая дружба» (1950—1963, посвящена историческим связям молдавского, русского и украинского народов), «В. И. Ленин» (1970), серий акварелей и офортов «За власть Советов!» (1966—1967; Государственная премия Молдавской ССР, 1967), исторических картин («Дань кровью», 1958—1966). Л. П. Григорашенко работал и в области книжной иллюстрации.

## Работы

### Циклы произведений
- «Братская дружба русского, украинского и молдавского народов»
- «Молдова историческая»
- «За власть Советов»
- «В огне Великой Отечественной войны»
- «Зов жизни»
- «Библейский»
- «Прикосновение с миром»

### Основные серии
- «А. Пушкин в Молдавии», акв., 1948—1949 гг.
- «Слава русскому оружию», акв., 1960 г.
- «Народная война», офорт, 1965 г.
- «Ясско-Кишиневская операция», акв., офорт, 1967—1970 гг.
- «В веках и поколениях вместе», акв., 1974 г.
- «Дань кровью», х., м., 200х300, 1980 г. «Навеки с Россией», х., м., 191х256, 1984 г.

### Музеи
Национальный художественный музей Молдавии:
- «Первопечатники в Молдавии», б., акв., 44х62, 1959 г.
- «Бродячий музыкант», акв., 58х99, 1960 г.
- «Сбор дани», акв., 48х69, 1960 г.
- «Русь идет», б., акв., 57х89, 1962 г.
- «Вставай, страна огромная!», акв., 55х77, 1966 г.
- «Возмездие», б., акв., 57х77, 1970 г.
- «Сеча», б., офорт, 45х64, 1972.

Национальный музей истории Молдавии:
- «Расправа над Мустафой», х., м., 81х116, 1985 г.
- «Взятие монастыря», х., м., 81х116, 1985 г.
- «Народный гнев», х., м., 81х116, 1985 г.
- «Бой Иоана Лютого под Лэпушной», х., м., 120х160.

Государственная Третьяковская галерея:
- «Гул Богемии» (Ян Жижка), б., акв., 54х74, 1974—1984 гг.
- «Сарынь» (Ватага Разина), б., акв., 54х74, 1974—1985 гг.
- «Избави бог от милости королей» (Томас Мюнцер), б., акв., 54х74, 1985 г.
- «Распятие Мустафы», б., акв., 54х74, 1982—1987 гг.
- «Крестьянский кистень», б., акв., 59х83, 1985.